# 和平街道 (徐州市)
和平街道，是中华人民共和国江苏省徐州市泉山区下辖的一个乡镇级行政单位。

## 行政区划
和平街道下辖以下地区：
黄河新村南社区、黄河新村北社区、工程社区、合群社区、和平新村社区、事业社区、矿机社区、苑南社区、苑东社区、民建社区、民安社区、民康社区和民乐社区。